# Рицци, Йон Карл
Йон Карл Ри́цци (нем. Jon Carl Rizzi) — швейцарский кёрлингист.
В составе мужской сборной Швейцарии участник чемпионата мира 1977 (заняли пятое место). Чемпион Швейцарии среди мужчин.
Играл на позиции четвёртого, был скипом команды.

## Достижения
- Чемпионат Швейцарии по кёрлингу среди мужчин: золото (1977).

## Команды
| Сезон   | Четвёртый      | Третий           | Второй       | Первый       | Турниры                      |
| ------- | -------------- | ---------------- | ------------ | ------------ | ---------------------------- |
| 1976—77 | Йон Карл Рицци | Маркус Флоринетт | Йон Коррадин | Вернер Бунди | ЧШМ 1977 · ЧМ 1977 (5 место) |

(скипы выделены полужирным шрифтом)